# Shared space

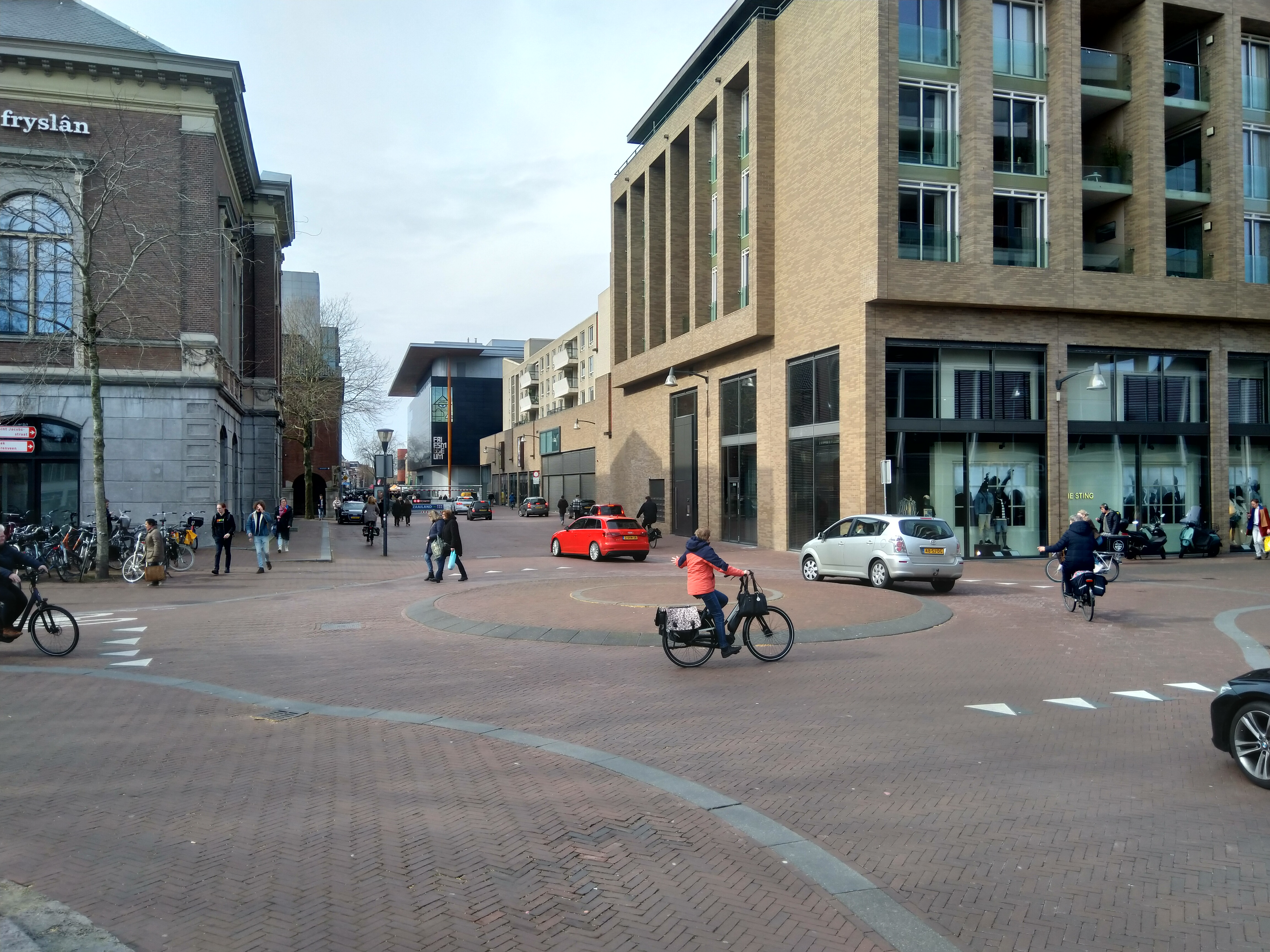
Wirdumerdijk, Leeuwarden

Shared space (Nederlands; gedeeld ruimtegebruik) is een in Nederland ontwikkeld concept voor het plannen, inrichten en beheren van de openbare ruimte, en meer bepaald de openbare weg. Bij het concept wordt minder gereguleerd met traditionele verkeerskunde-instrumenten zoals verkeersborden, -lichten en wegmarkering en ligt de aandacht meer op de sociale interactie en het verblijven in een gebied.
Het concept ontstond aan het eind van de 20e eeuw en verpreidde zich in de eerste decennia van de 21e eeuw vanuit Nederland naar meerdere, met name westerse, landen. Met het concept wordt beoogd een voor mensen veiligere, aantrekkelijkere en socialere openbare ruimte te creëren.

## Concept
Bij het concept shared space zijn een aantal aspecten te onderscheiden. Als eerste is er de verkeersruimte waar het verkeer centraal staat. Dit is de ruimte binnen een bepaald gebied die wordt gebruikt om verkeer snel en efficiënt te laten reizen. De verkeersruimte wordt ingericht volgens bestaande ontwerprichtlijnen en gedrag is voorspelbaar. Daarnaast is er de verblijfsruimte waar de mens een centrale rol vervult. Dit zijn gebieden waar sprake is van veel verschillende gebruikers of functies en waar gedrag onvoorspelbaar is. Het is deze verblijfsruimte waar maatwerkinrichting aan de hand van het shared space-concept plaatsvindt. Daarnaast is er nog het overgangsgebied waarbij in de inrichting herkenbaar moet zijn dat je een verkeersgebied verlaat en een verblijfsgebied binnenkomt en andersom.
Het uitgangspunt van shared space is om een openbare ruimte zo vorm te geven dat verblijfsactiviteiten worden gestimuleerd en dat passanten zich te gast voelen. Belangrijk hierbij is dat de verschillende gebruikers gemengd worden. Om dit voor elkaar te krijgen worden geen uitgebreide harde eisen aan de inrichting meegegeven zoals bij conventionele weginrichting het geval is. De enige harde randvoorwaarde is de afwezigheid van verkeerslichten omdat deze zorgen voor een gedwongen scheiding terwijl bij shared space onderlinge communicatie tussen verkeersdeelnemers belangrijk is. Er is geen vast ontwerp voor shared space dat universeel toepasbaar is, wel zijn er gezamenlijke kenmerken te onderscheiden die met elkaar een shared space-inrichting definiëren.

### Kenmerken
Bij locaties die zijn ingericht volgens het shared space-concept wordt gebruikgemaakt van de context van de locatie. Bijvoorbeeld door culturele of historische elementen zoals een verdwenen vaart weer zichtbaar te maken of een terras van een naastgelegen café een prominentere plek op een kruispunt te geven. Inrichtingselementen zoals materiaal en kleur van de bestrating of straatmeubilair kunnen naast het sturen van gedrag op een locatie diezelfde locatie ook een bepaalde identiteit meegeven. Shared space is per definitie maatwerk omdat de context van iedere locatie anders is.
Zoals de naam shared space al aangeeft is het de bedoeling dat verschillende groepen gebruikers zoals voetgangers, fietsers en automobilisten, dezelfde ruimte delen. Een shared space-gebied is multifunctioneel, daarom zijn verkeersborden en -markeringen zoveel mogelijk afwezig. Door via de inrichting een beroep te doen op het zelfregulerend vermogen wordt sociale interactie gestimuleerd en kan het aantal verkeersongevallen omlaag worden gebracht. Bijvoorbeeld fietsers en automobilisten maken onderling (oog)contact om te bepalen wie voorrang heeft of krijgt van de ander.
Een ander kenmerk van shared space is dat door het ontbreken van verkeersborden en markeringen het gedrag van de verkeersdeelnemers onvoorspelbaar is. Hierdoor neemt de subjectieve veiligheid, de veiligheid zoals deze door de gebruiker wordt ervaren, af. Door deze lagere ervaren veiligheid zal de gebruiker bijvoorbeeld snelheid minderen en zich alerter gedragen waardoor de objectieve veiligheid toeneemt.
Een belangrijk onderdeel van shared space is het ontwerpproces. Hierbij komen belanghebbenden zoals omwonenden, gebruikers en lokale overheden gezamenlijk tot een inrichtingsontwerp waarmee opgaven en ervaren problemen worden opgelost.

## Historie
Na jaren met een hoog aantal verkeersdoden, een piek van 3200 verkeersdoden in 1972, en ruimte voor de auto werd de roep om maatregelen groter. Naast bijvoorbeeld de autogordel en helmplicht voor bromfietsers werd ook geëxperimenteerd met de inrichting van de weg. Vanuit deze experimenten ontstond vanaf eind jaren 60 het woonerf. Hierbij werden straten ontwikkeld waar, door lage snelheden van het verkeer, ruimte voor verblijf en spel werden gecreëerd. Om het aantal verkeersdoden nog verder terug te dringen ontstond het project Duurzaam Veilig waarbij wegen worden gescheiden aan de hand van categorieën. Ten tijde van deze ontwikkelingen zocht verkeerskundige Hans Monderman in provincie Fryslân andere manieren om de openbare ruimte in te richten. Monderman zocht daarvoor instrumenten en kennis buiten het vakgebied van verkeerskunde.

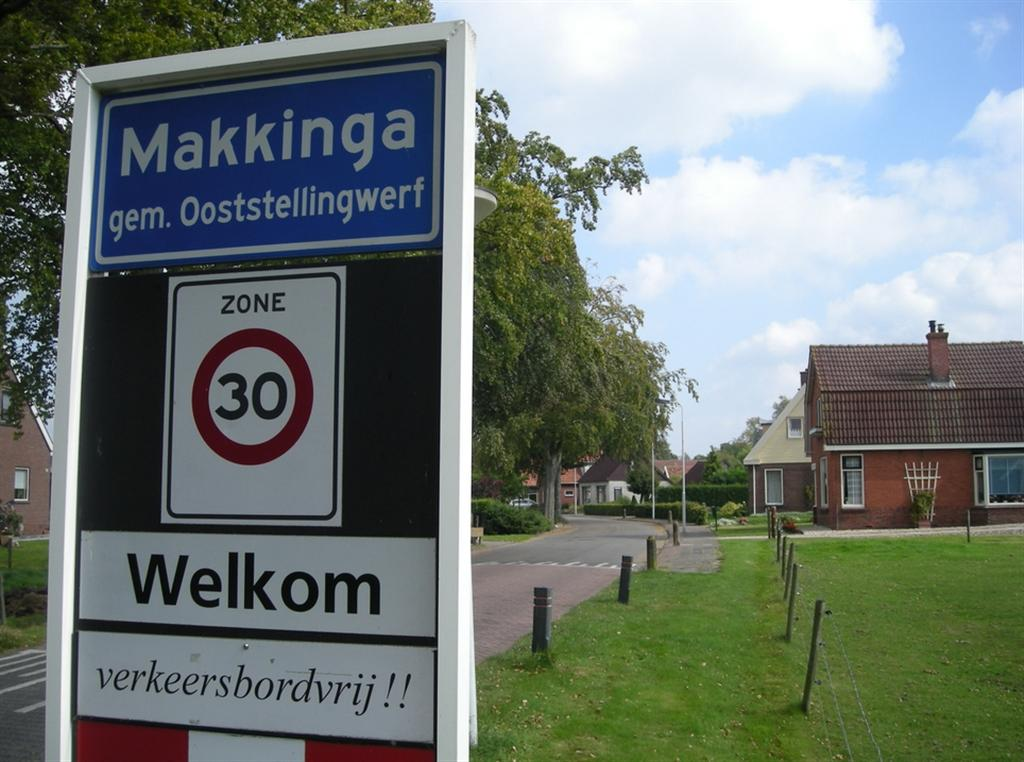
Makkinga, verkeersbordvrij

Een van de eerste projecten waarbij hij zag dat het anders kon was in het centrum van Oudehaske. In 1985 werd de dorpsstraat aldaar ingericht zonder asbelijning, met verschillende kleuren klinkers en met het trottoir op nagenoeg dezelfde hoogte als de weg. In plaats van verkeersborden en markeringen waarmee verkeer werd geregeld wilde hij ruimtes creëeren waarbij verkeersituaties op basis van eigen verantwoordelijkheid en onderling contact van mensen werd gereguleerd. Later volgden onder andere het verkeersbordvrije dorp Makkinga, de brink van Oosterwolde en een druk kruispunt in Drachten. Shared space kent raakvlakken met het ontwerpprincipe natuurlijk sturen waarbij door middel van gebruik van het landschap op een natuurlijke manier het gedrag van weggebruikers wordt beïnvloed.
Als onderdeel van het Interreg IIIb-project 'Shared Space' van de Europese Unie werden tussen 2004 en 2008 zeven proefprojecten rondom shared space uitgevoerd. Deze projecten vonden plaats bij zeven plaatselijke overheden in vijf landen: Oostende in België, Ejby in Denemarken, Bohmte in Duitsland, Ipswich in Engeland en Emmen, Haren en de provincie Fryslân in Nederland. Onder deze proefprojecten waren onder andere een drukke doorgaande weg die ook als winkelgebied werd gebruikt en een spoorverbinding die een dorp in tweeën deelde. Dit Europese project zette het concept shared space op de kaart.
In 2009 werd in Drachten het Shared Space Institute opgestart om kennis over, en ervaringen met, oplossingen volgens het shared space-concept te bundelen. Dit instituut kwam niet goed van de grond waarna NHL Hogeschool in Leeuwarden de activiteiten overnam onder de naam Kenniscentrum Shared Space. In januari 2019 werd het kenniscentrum een zelfstandige stichting.

## Toepassing

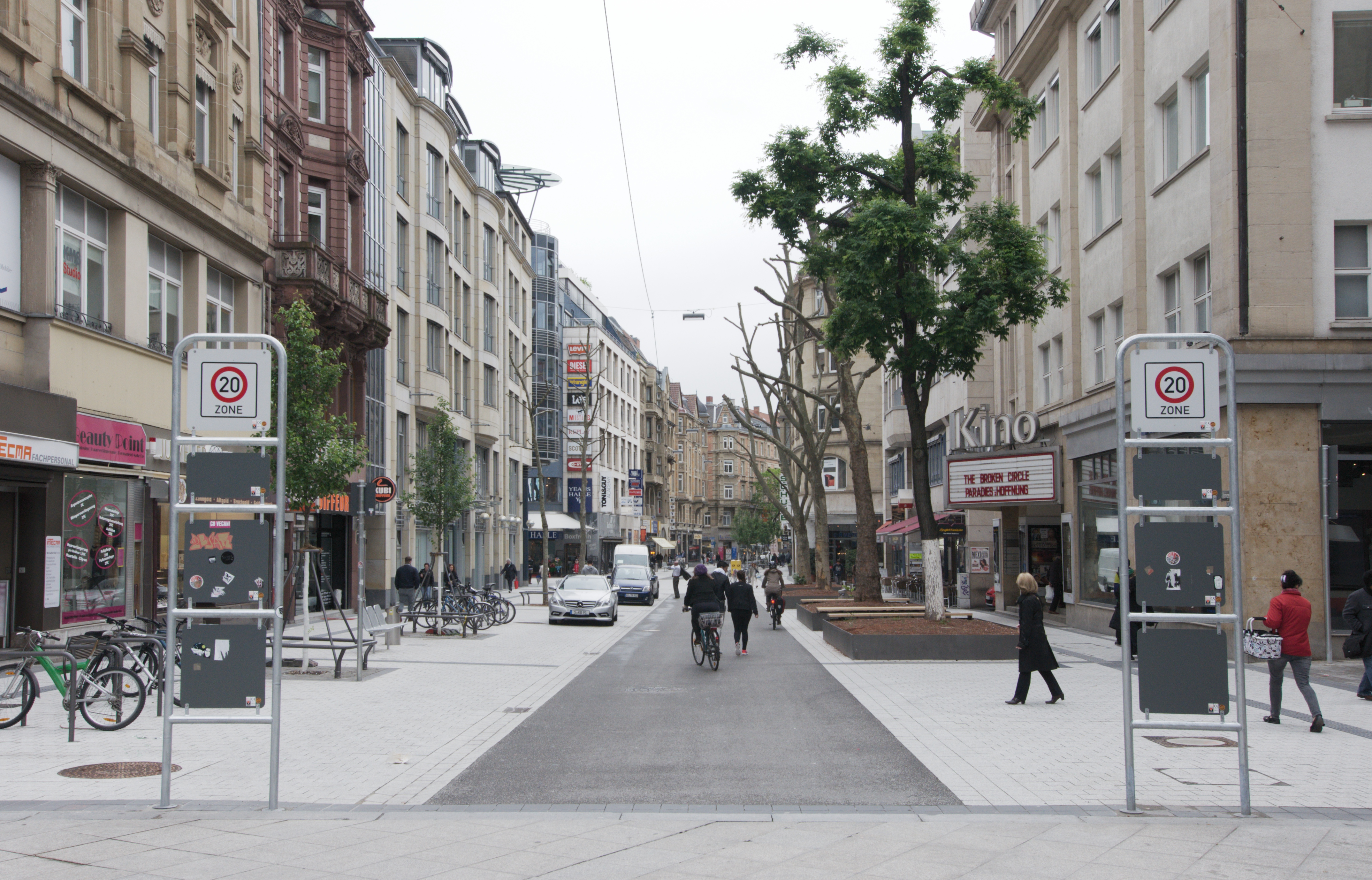
Tübinger Straße, Stuttgart

Shared space wordt zowel binnen als buiten de bebouwde kom toegepast. Inrichting volgens het concept is maatwerk en niet alle locaties zijn geschikt. Geschiktheid hangt onder andere af van de intensiteiten en toegestane snelheden. Het evenwicht tussen de verschillende modaliteiten en functies in het gebied is belangrijk. Shared space zou niet moeten worden gebruikt als doorgaande route. Op deze manier is het gebied een verblijfsfunctie en zijn de gebruikers mensen met eigenaarschap van het gebied en niet slechts passanten. Ook is het belangrijk dat de auto-intensiteit niet te hoog is. Wat precies te hoog is dient per locatie te worden bepaald, maar de auto dient minder dominant te zijn dan andere gebruikers. De gereden snelheid in het gebied is idealiter stapvoets, net als in bijvoorbeeld een woonerf. Een groot aandeel voetgangers in het gebied is positief voor het comfort van voetgangers en fietsers.
Doordat shared space maatwerk is en specifiek toegespitst op een bepaalde locatie kan het zijn dat een inrichtingkeuze die op de ene locatie wel werkt op een andere locatie niet blijkt te werken. Het komt voor dat er aanpassingen worden gedaan of een inrichting volgens het concept weer wordt teruggedraaid. Zo werden in Haren zebrapaden aangelegd omdat met name ouderen het eng vonden om over te steken. In Den Haag werd een gebied waar fietsers en voetgangers de ruimte deelden na 7 jaar weer opgeheven. Het maatwerk biedt veel mogelijkheden bij de inrichting. In plaats van verkeersdrempels en bebording kunnen fietsnietjes, zitbanken en bloembakken worden gebruikt om snelheid af te remmen. Groen- en waterelementen kunnen bijdragen aan biodiversiteit en klimaatadaptatie.
Onder andere door het verhoogde gevoel van onveiligheid krijgen gebieden waar het shared space-concept is toegepast regelmatig kritiek, zowel vooraf als na aanleg. Wanneer een gemeente shared space wil realiseren en behouden zal deze een standvastige bestuurder moeten hebben om het voor elkaar te krijgen, dit vanwege de weerstand waar de bestuurder mee te maken krijgt. De publieke opinie kan in de loop van de tijd veranderen. Zo was er in Haren in het begin veel weerstand terwijl er later, na gewenning, veel draagvlak voor de inrichting ontstond. Het shared space-concept wordt nog wel eens toegepast om een verkeersprobleem op te lossen, dit is niet de hoofdgedachte van het concept en kan ervoor zorgen dat er ongewenste situaties ontstaan.

## Toegankelijkheid

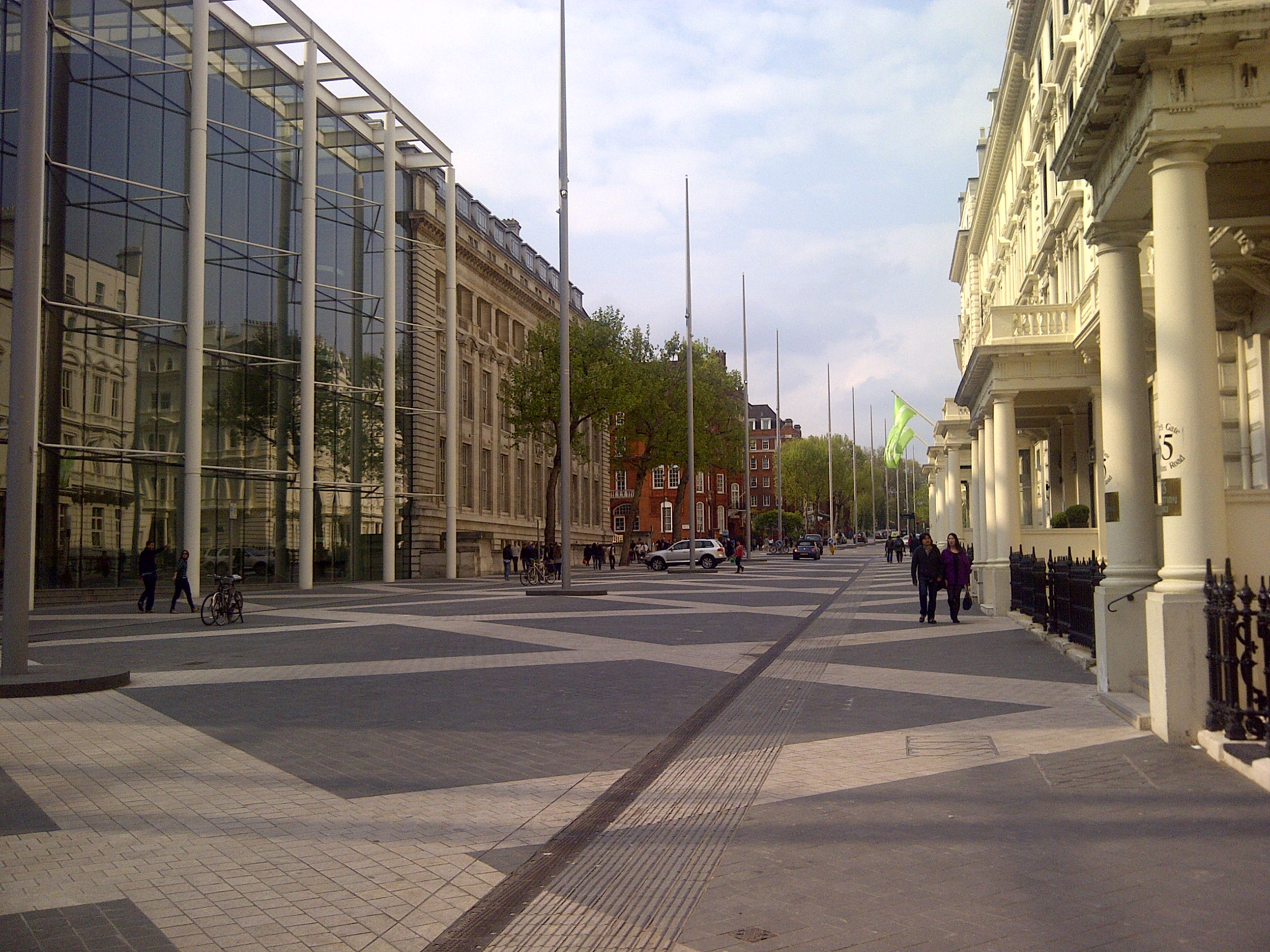
Exhibition Road, Londen, met geleidetegels

De toegankelijkheid van shared space-gebieden is minder voor doelgroepen met een beperking in hun mobiliteit. Het CROW heeft een handreiking ontwikkeld voor inclusief ontwerpen bij shared space. Overzicht en herkenbaarheid, bijvoorbeeld door kleurgebruik en herkenningspunten, zijn aspecten waar alle doelgroepen bij gebaat zijn. Daarnaast is het voor visueel beperkten en anderen die zich op één situatie tegelijk kunnen focussen belangrijk dat er veilige plekken zijn in het gebied. Voor auditief beperkten en kinderen zijn goede zichtlijnen van belang. Een alternatieve route kan aangeboden worden voor onder andere mensen met een cognitieve beperking. Door korte en gefaseerde oversteeklengtes te realiseren is een shared space-gebied beter begaanbaar voor mensen met een motorische beperking. Het kan belangrijk zijn om informatie op meerdere manieren, in redundantie, aan te bieden omdat verschillende doelgroepen verschillende behoeften hebben. Ook zijn er maatregelen die voor verschillende groepen tegenstrijdig kunnen zijn, zo kan een geleidelijn een uitkomst bieden voor de ene groep maar een obstakel vormen voor een andere groep.
Net als bij traditionele ontwerpprocessen zijn ontwerpers bij een shared space-proces vaak onvoldoende bewust van kwetsbare groepen. Juist bij shared space geeft dit problemen omdat bij deze ontwerpen vaak bijvoorbeeld trottoirbanden die hulp kunnen bieden ontbreken. Door het gevoel van onveiligheid komt het voor dat mensen de shared space-gebieden mijden, dit is een vorm van verdrongen mobiliteit.

## Voorbeelden

### Nederland
Binnen Nederland is shared space vooral toegepast in het noorden van het land, maar ook in de rest van het land zijn projecten aan de hand van shared space-uitgangspunten gerealiseerd. Welke locaties volledig volgens de shared space-gedachte zijn gerealiseerd en welke slechts elementen van de gedachte bevatten is onderwerp voor discussie. Hieronder worden enkele voorbeelden beschreven die onder de naam shared space bekend staan.
Net buiten Nij Beets is in 2008 een kruispunt ingericht aan de hand van het shared space-concept. Bij dit kruispunt zijn landschappelijke en historische elementen die verwijzen naar turfwinning verwerkt in het ontwerp. Zo zijn de kleuren in de bestrating in de richting van de verkaveling van het gebied gelegd. Ook de heggen staan in dezelfde richting als de verkaveling. Op het midden van het kruispunt staat een kunstwerk dat een stapel turf verbeeld, autoverkeer rijdt hier als op een rotonde omheen. Ook staat er een lawei naast het kruispunt. Autoverkeer is hier dominant, volgens onderzoekers van Grontmij had er meer aandacht moeten zijn voor wandelaars en fietsers.
In het centrum van Leeuwarden werd in 2012 een kruispunt aan de Wirdumerdijk opnieuw ingericht. Hierbij is het kruispunt ingericht in de vorm van een kleine rotonde maar zonder rotonde-borden. Door de hoge aantallen fietsers en voetgangers voelen automobilisten zich hier te gast. Voetgangers en fietsers maken op verschillende manieren gebruik van het kruispunt.
Achter het station in Amsterdam ligt een zeer druk gebied waar voetgangers en fietsers van en naar de Amsterdamse veren ander fietsverkeer kruisen. Op dit kruispunt werd in 2015 een shared space-gebied aangelegd. Ondanks zorgen vooraf bleek de aanpak te werken. Wel is er kritiek dat met name kwetsbare weggebruikers veel moeite hebben om het drukke gebied te doorkruisen.

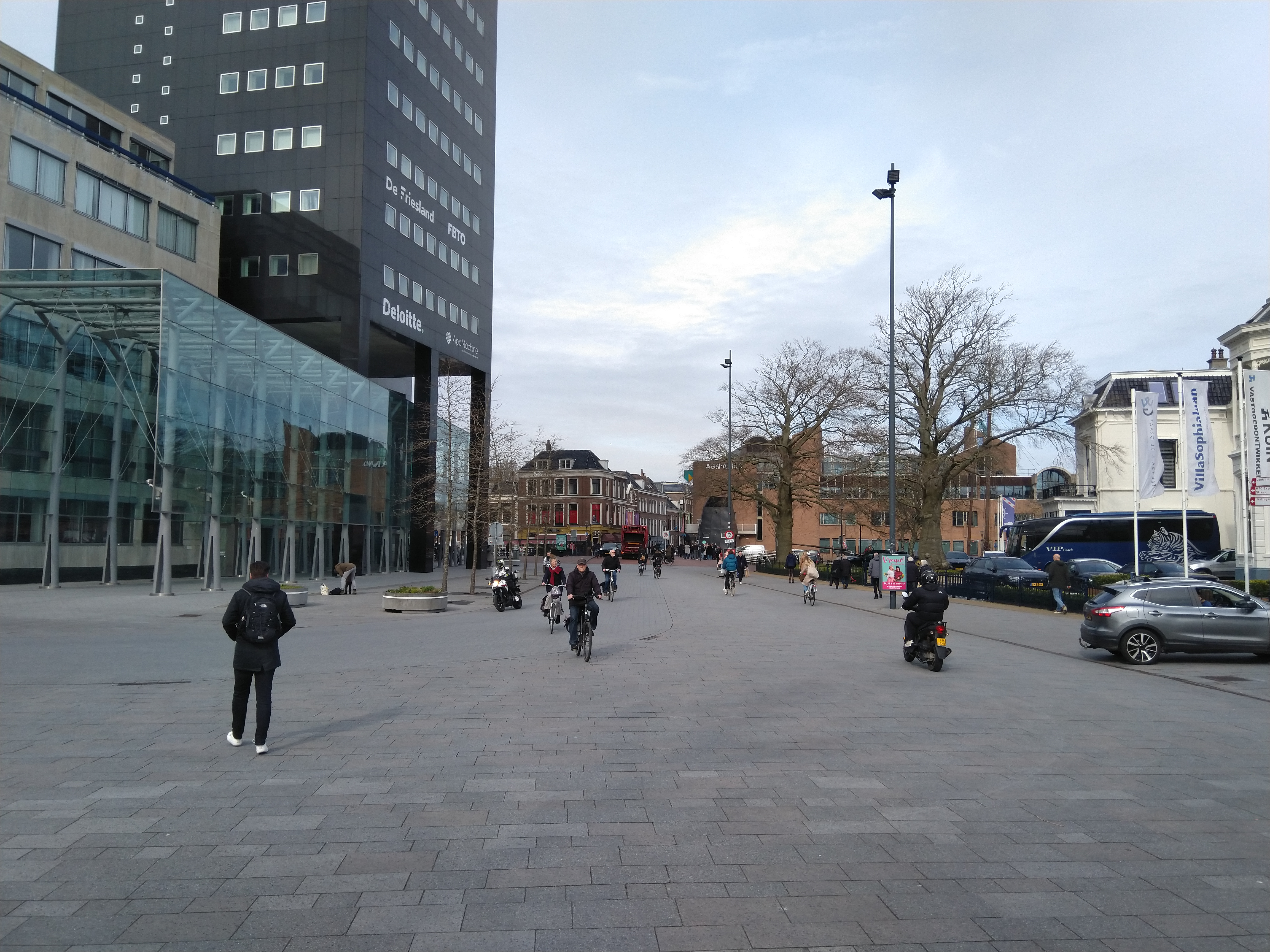
Sophialaan, Leeuwarden
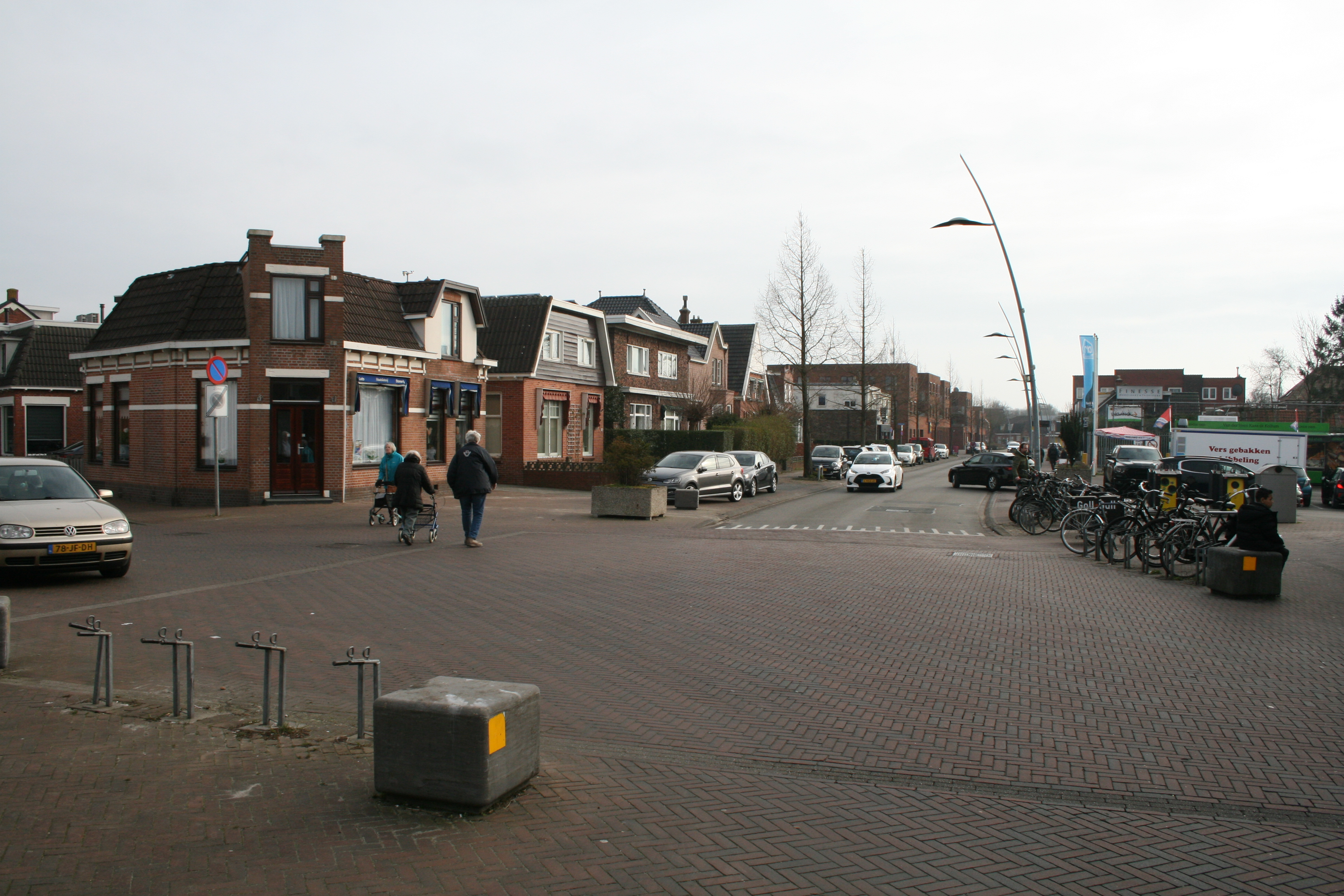
Zuiderweg, Hoogkerk
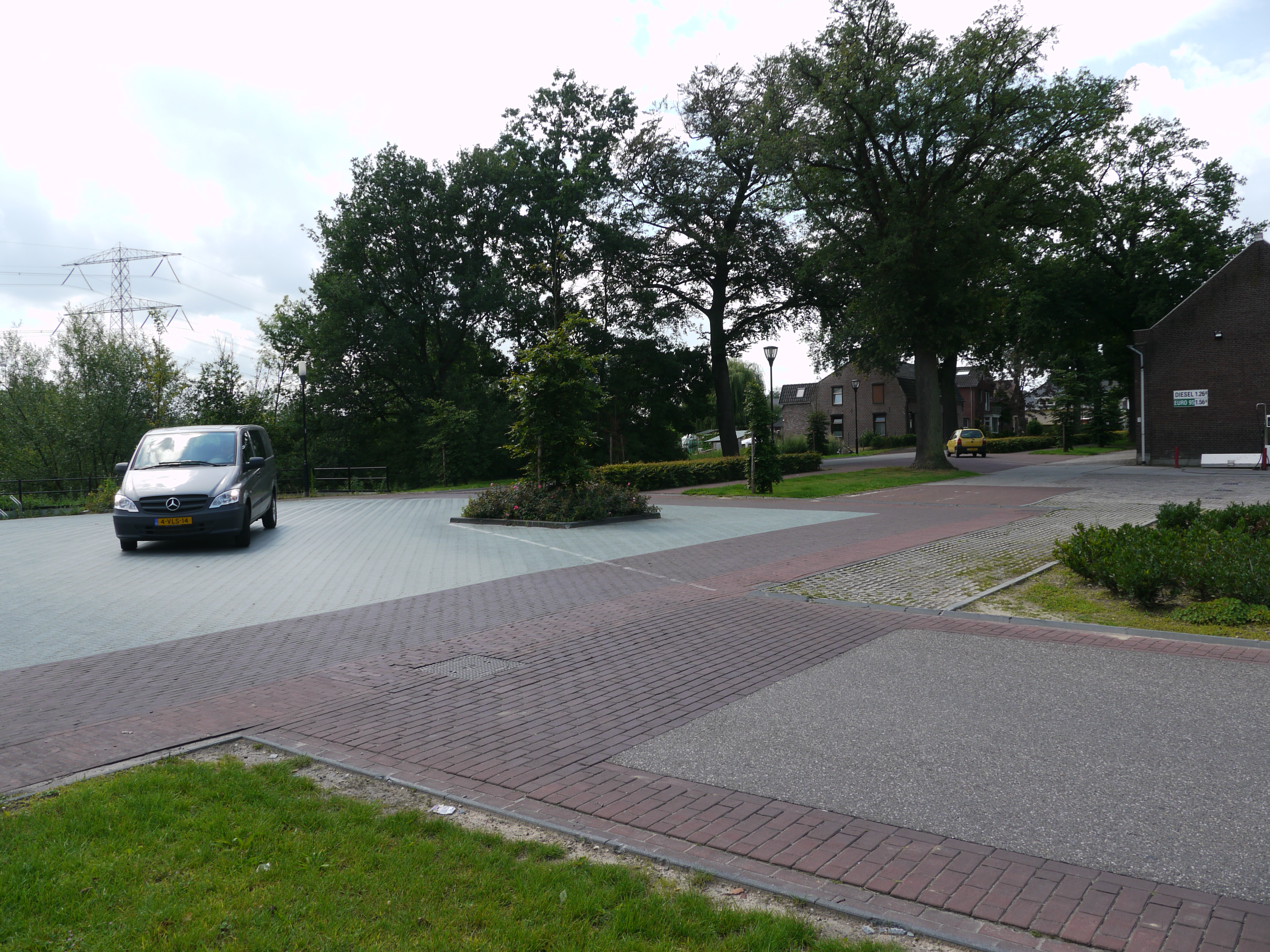
Napoleonsweg, Haelen

### Buitenland
Met het Interreg-project kwam er ook buiten Nederland meer aandacht voor shared space. In het Verenigd Koninkrijk trok stedenbouwkundige en:Ben Hamilton-Baillie de kar, hij wilde de de ideeën van Monderman veranderen in een blauwdruk voor Britse woonplaatsen. Op diverse locaties werd het shared space-concept toegepast. In 2011 gaf de Britse overheid een handleiding uit voor shared space. In 2018 werden plannen voor nieuwe shared space-gebieden, na zorgen over gevaren voor blinden, gepauzeerd. Dit betekende praktisch het einde voor shared space in het Verenigd Koninkrijk.
In Duitsland, waar het ook wel Gemeinschaftsstraße (gemeenschapsstraat) wordt genoemd, wordt shared space, na het proefproject in Bohmte, in diverse steden toegepast. Voorbeelden zijn de Marktplatz in Schönebeck en de Neue Straße in Ulm. Voorbeelden van shared space in Scandinavië zijn het plein Skvallertorget in Norrköping, Zweden en St. Olavs plass in Oslo, Noorwegen.

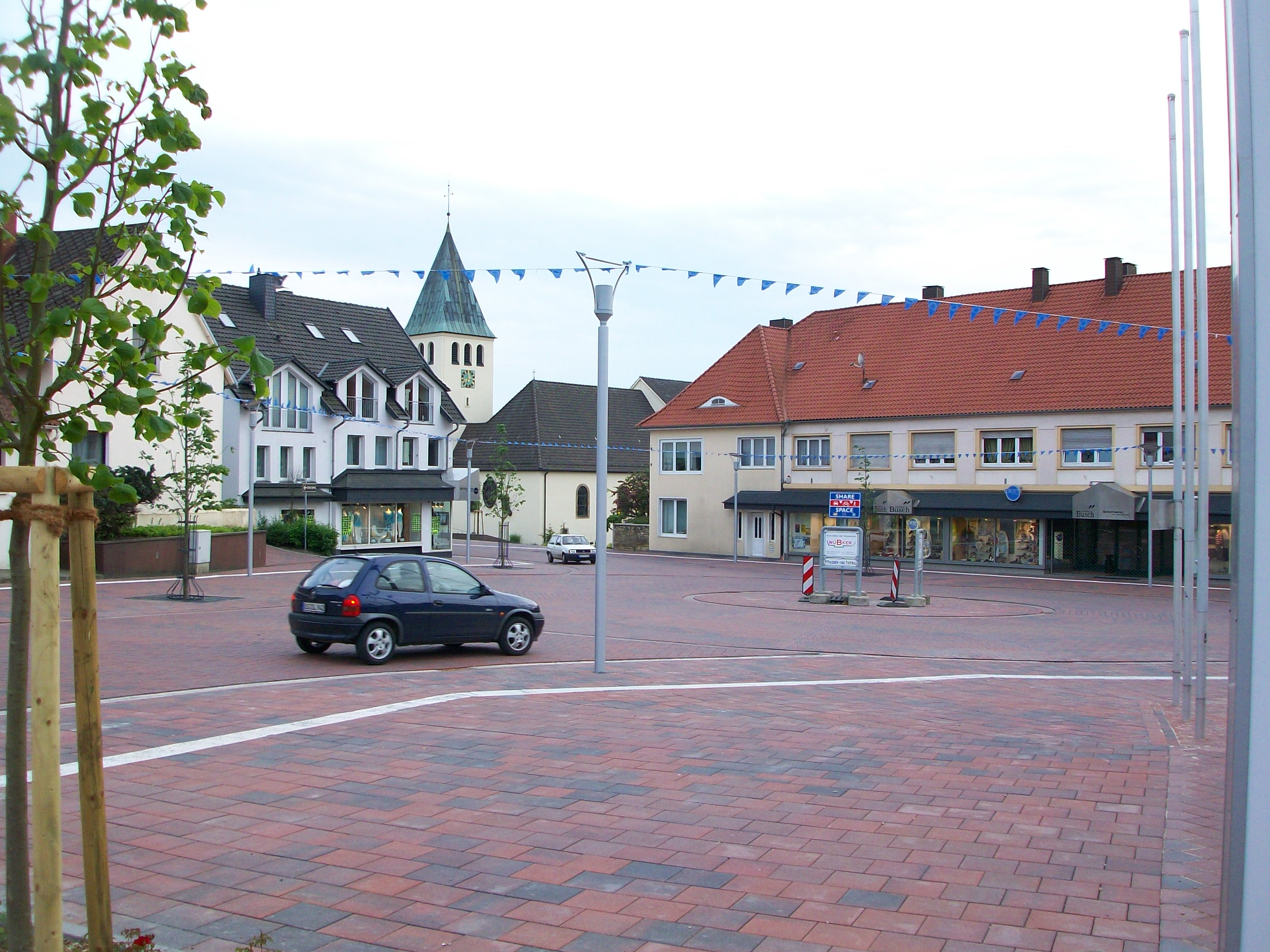
Bremer Straße, Bohmte
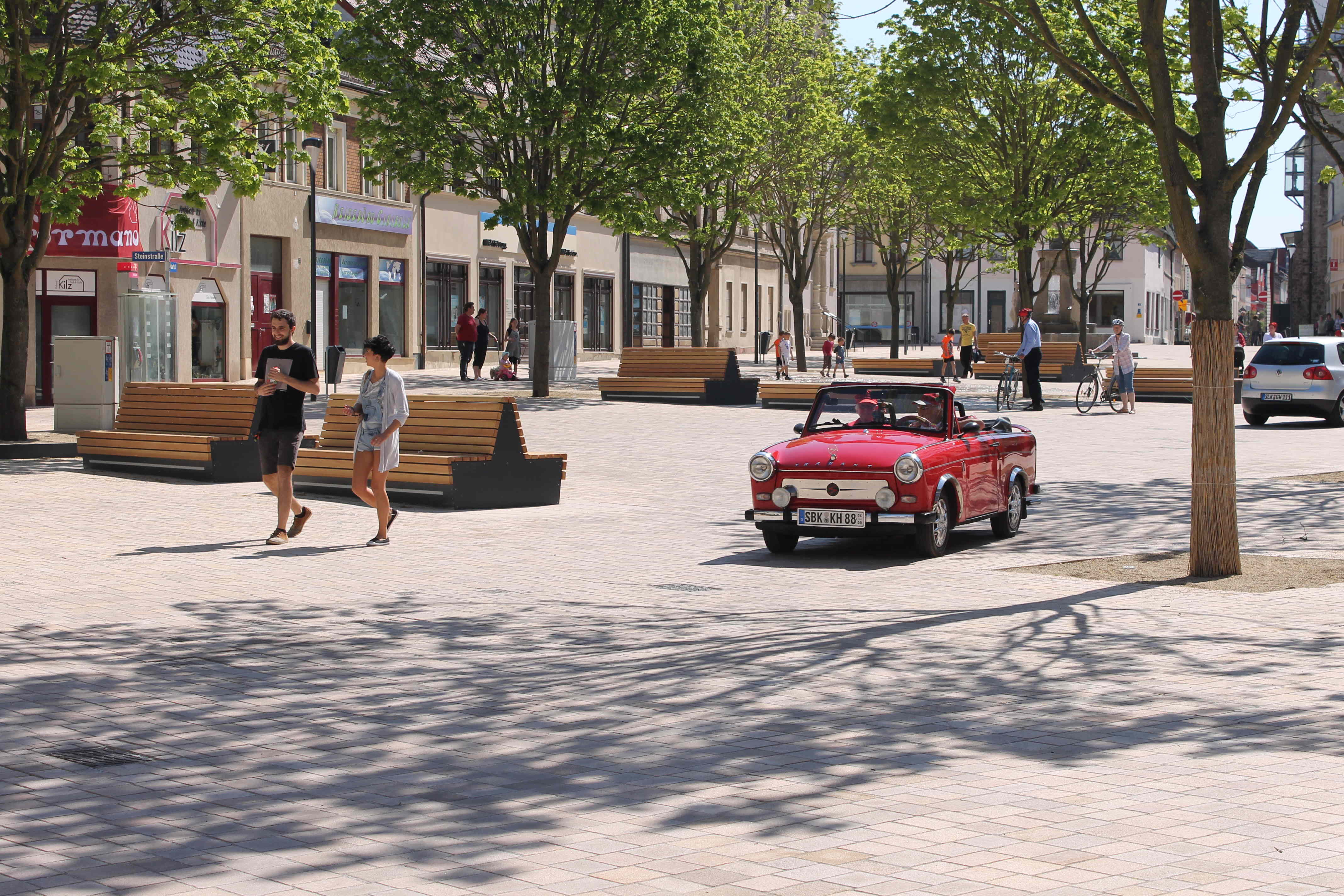
Marktplatz, Schönebeck
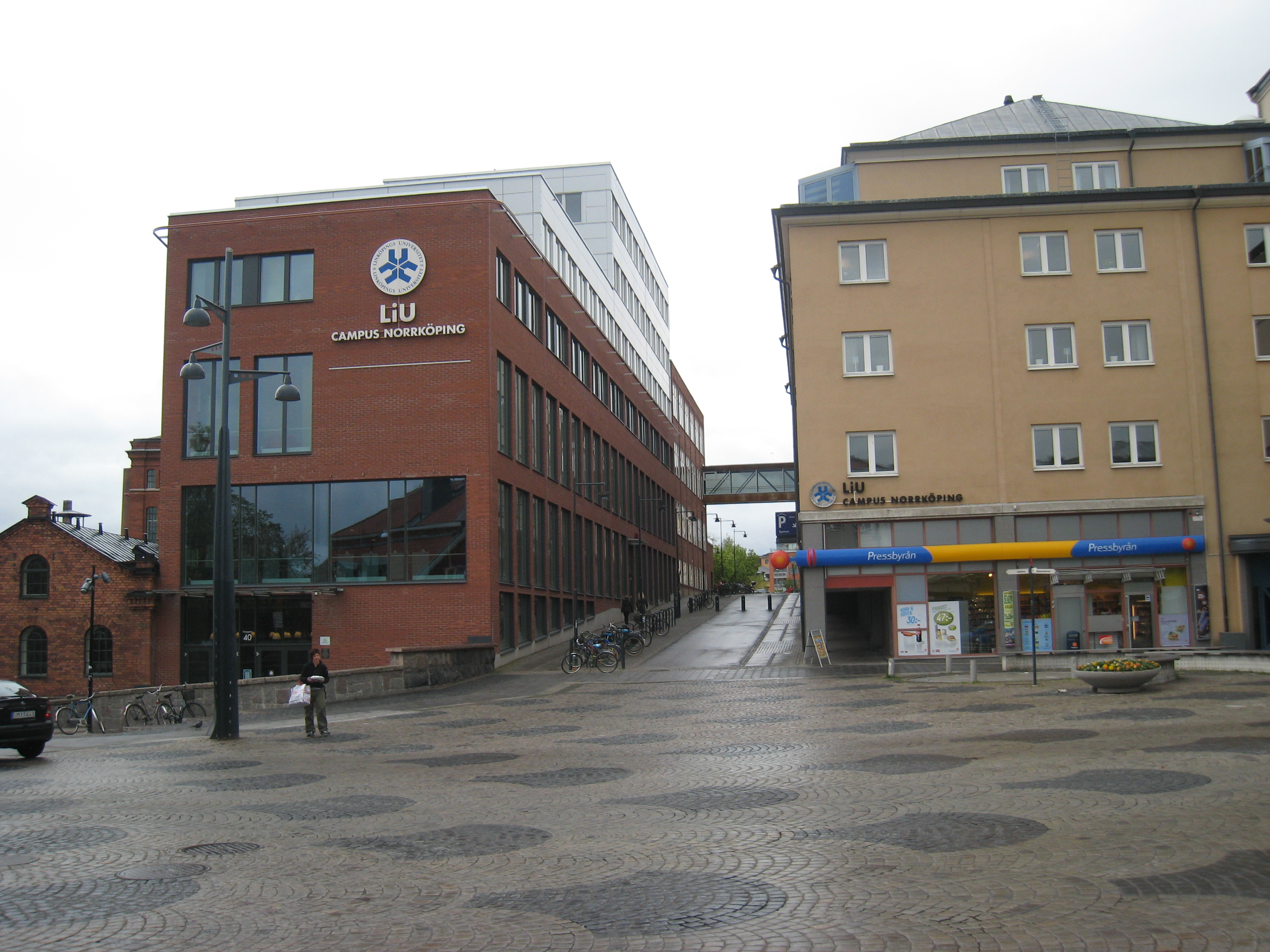
Skvallertorget, Norrköping

## Bebording en wetgeving
Shared space heeft geen juridische status zoals bijvoorbeeld een (woon)erf dat wel heeft. Er zijn dan ook geen officiële borden die aanduiden dat men een shared space-gebied betreedt. De inrichting van een gebied volgens het concept van shared space zou al voldoende duidelijk moeten maken dat men een verblijfsgebied binnenkomt. Desalniettemin worden door wegbeheerders af en toe borden geplaatst om aan te geven dat een shared space-gebied wordt binnengereden. Binnen een shared space-gebied zijn net als in het overige verkeer de ter plekke geldende verkeersregels van kracht, bijvoorbeeld dat bij een kruispunt zonder voorrangsregeling verkeer van rechts voorrang verleend dient te worden.

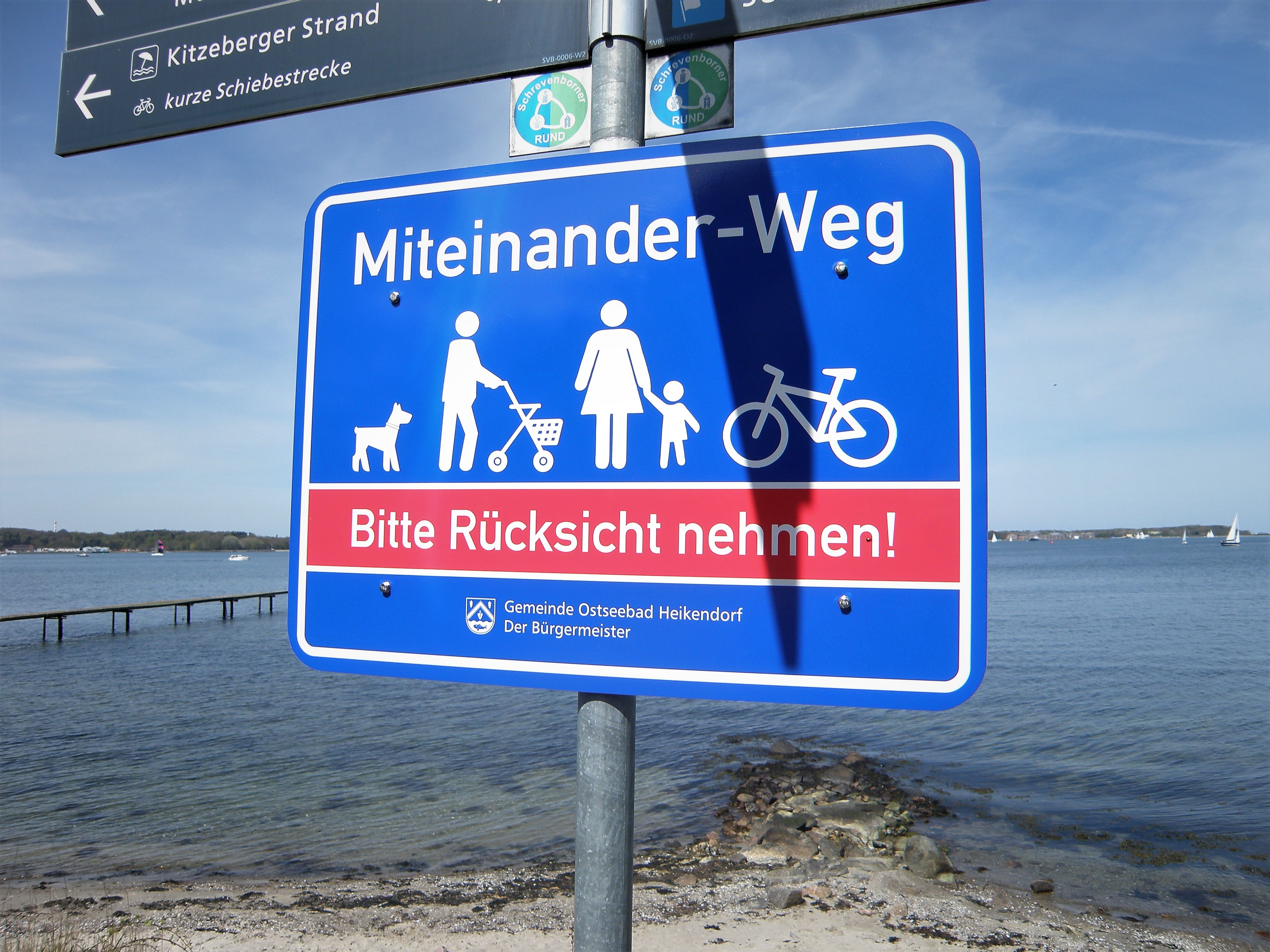
Heikendorf
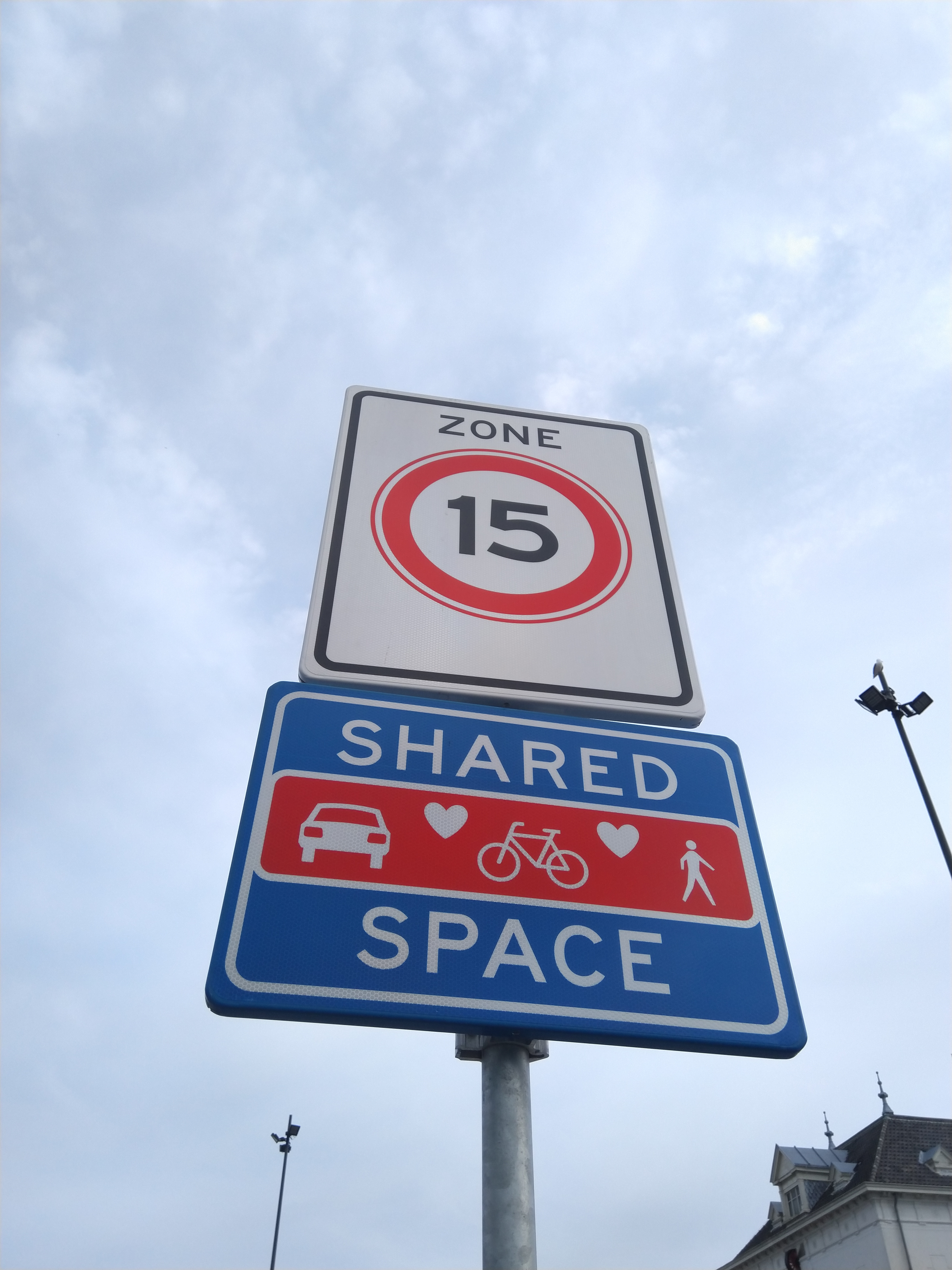
Stationsplein, Leeuwarden
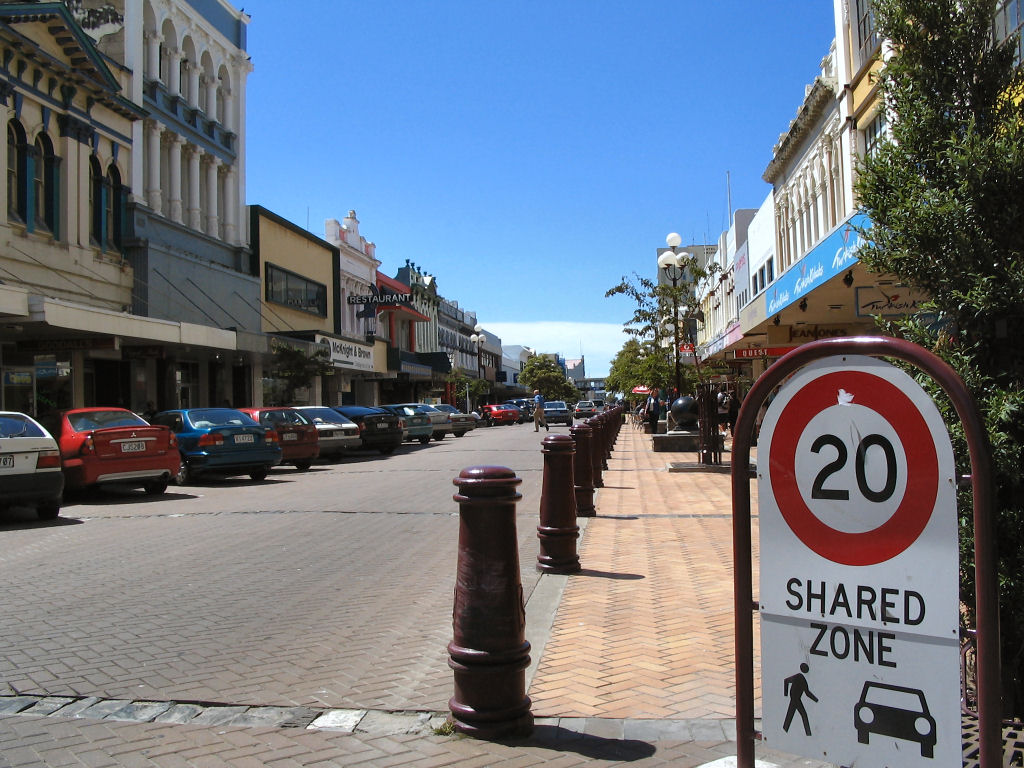
Esk Street, Invercargill